# Unjalur
Unjalur (o Unjalaur) è una suddivisione dell'India, classificata come town panchayat, di 2.628 abitanti, situata nel distretto di Erode, nello stato federato del Tamil Nadu. In base al numero di abitanti la città rientra nella classe VI (meno di 5.000 persone).

## Geografia fisica
La città è situata a 11° 08' 16 N e 77° 51' 51 E.

## Società

### Evoluzione demografica
Al censimento del 2001 la popolazione di Unjalur assommava a 2.628 persone, delle quali 1.317 maschi e 1.311 femmine. I bambini di età inferiore o uguale ai sei anni assommavano a 146, dei quali 76 maschi e 70 femmine. Infine, coloro che erano in grado di saper almeno leggere e scrivere erano 1.888, dei quali 1.083 maschi e 805 femmine.